# 柳树屯蒙古族满族乡
柳树屯蒙古族满族乡是中华人民共和国辽宁省沈阳市康平县下辖的一个民族乡。

## 行政区划
柳树屯蒙古族满族乡下辖以下村级行政区划单位：
柳树屯村、花古窝堡村、西北土村、前鸭蛋山村、赵家窝堡村、大冷村、新立窑村、高大棚窝堡村和糖坊村。